# Anton Kosmaçi
Anton Kosmaçi vagy Andon Kozmaçi (nevének ejtése andɔn kɔzmat͡ʃi; Szarajevó, 1894. vagy 1898. július 14. – Shijak, 1971. november 14.) albán jogász, politikus. 1925-től bírói karriert futott be, 1943 folyamán rövid ideig kétszer volt Albánia igazságügy-minisztere, egyszer pedig oktatásügyi tárcavezetője.

## Életútja
Boszniában, Szarajevóban született Shkodrából származó római katolikus albán szülők gyermekeként. Alap- és középiskoláit szülővárosában végezte el, majd 1920 és 1925 között a Zágrábi Egyetem jogtudományi karának hallgatója volt.
Diplomája átvételét követően, 1925-ben Albániában telepedett le, és előbb rövid ideig Elbasanban, majd Korçában folytatott bírói gyakorlatot. 1927-ben a korçai törvényszékről összeférhetetlenség címén eltávolították, miután szívélyes kapcsolatot alakított ki a helyi jugoszláv konzullal. 1927–1928-ban a peshkopiai törvényszéken ítélkezett, ezt követően Gjirokastrában dolgozott bíróként, 1931-től pedig ügyészként. 1935–1937-ben a vlorai, 1937–1938-ban a durrësi, végül 1938–1939-ben a korçai törvényszék vezető bírája volt. 1939 júliusától 1940 januárjáig Korça közigazgatásának élén állt prefektusként.
1940-ben, Albánia olasz megszállása idején kapcsolódott be a politikai életbe. Először 1943-ig a belügyminisztérium főtitkáraként tevékenykedett, majd 1943–1944-ben az államtanács munkáját irányította a testület elnökeként. 1943. január 18-ától február 11-éig Eqrem Libohova első kormányának igazságügy-minisztere volt. Miután május 11-én Libohova újra kormányt alakíthatott, ismét Kosmaçit tette meg igazságügy-miniszternek, egyúttal július 8-áig, Zef Benusi kinevezéséig ügyvivőként ő vezette az oktatásügyi tárcát is. Ezt követően a Libohova-kabinet 1943. szeptember 10-ei feloszlásáig látta el igazságügy-miniszteri feladatait. Politikai pályafutásával párhuzamosan a társadalmi és kulturális közéletben is aktív volt. 1942. december 9-étől az Albán Vörös Kereszt vezetőbizottsági tagja, 1943. április 23-ától az Olasz–Albán Irodalmi Társaság elnöke volt, 1944-ben pedig megválasztották az Értelmiségi Bizottság elnökévé.
A második világháború végóráiban, 1944. november 17-én a kommunisták elfogták, később perbe fogták, és háborús bűnösként, a nép ellenségeként 1945 áprilisában harmincévi szabadságvesztésre ítélték. 1957-ben kiszabadulhatott börtönéből. 1971. november 14-én halt meg Shijakban.